# Puszcza Piska
Puszcza Piska-skoven eller Pisz-skoven (tysk: Johannisburger Heide) er det største skovkompleks i regionen Masurien i det nordlige Polen, og den støder op til Den Masuriske Landskabspark, og det masuriske lavland. Den er tidligere kendt som Jańsborska-ørkenen, Puszcza Piska bærer navnet på Pisa floden, der grænser op til skoven langs dens vestbred.
Pisz-skoven består af en unik kombination af nåletræer, søer og floder.
Dets samlede areal er ca. 100.000 ha og omfatter kommunerne (Gmina) for Mikołajki, Mrągowo, Piecki, Sorkwity, Biskupiec, Biała Piska, Orzysz, Pisz, Ruciane-Nida, Dźwierzuty, Rozogi, Szczytno, Świętajno, Kolno, Turośl og Łyse. I skoven er der en række søer, der er udpeget som naturreservater. Blandt dem: Bełdany, Nidzkie,egocin, Warnołty naturreservat, Mokre og den største sø i Polen kaldet Śniardwy. To vigtigste floder løber gennem området – Krutynia og Pisa, samt mange mindre bifloder og vandløb.

## Flora
Den sydlige del af skoven vokser på sand og lavlandsmose. Jorden afvandes af Narew-bifloderne, herunder Pisa og Szkwa, samt mange søer. Den nordlige del af komplekset grænser op til de Masuriske Søer kendt på polsk som Kraina Wielkich Jezior. Piska Skoven består af fyr og gran-lunde med en blanding af birk, poppel, ahorn, el og eg vokser på sandjord hovedsageligt i den sydlige ende af skoven. Den bedst kendte blandt de lokale træer er den "masuriske fyr", der dækker Mokre-søens østlige bredder. Den når en højde på 40 m og en alder af 200 år.

## Fauna
Puszcza Piska er et fuglereservat på europæisk skala, med elleve naturreservater inden for Den Masuriske Landskabspark (Mazurski Park Krajobrazowy) der blev etableret i 1977 med et samlet areal på 53.600 ha. Det mest værdifulde reservat er placeret ved Łuknajno-søen nær byen Mikołajki – et Ramsar-sted udpeget af UNESCO som et biosfærereservat. Det er hjemsted for knopsvane der i fældningstrækket ankommer i antal, der når op til 2.000 fugle. Mange arter af vilde dyr lever i skoven, blandt dem: hjorte, wapiti, elg, vildsvin, hare, ræv og for nylig har man genindført los. På vandmættede vådområder findes bæverhytter. Symbolet for parken er en hvid stork der har reder spredt over mange lokale landsbyer.

## Gallery
- Skov ved Stare Kiełbonki
- Śniardwysøen ved Piszskoven ved Ruciane-Nida
- Naturreservatet Królewska Sosna
- Naturreservat Strzałowo
- Søen Zdróżno